# Zámecký park Průhonice

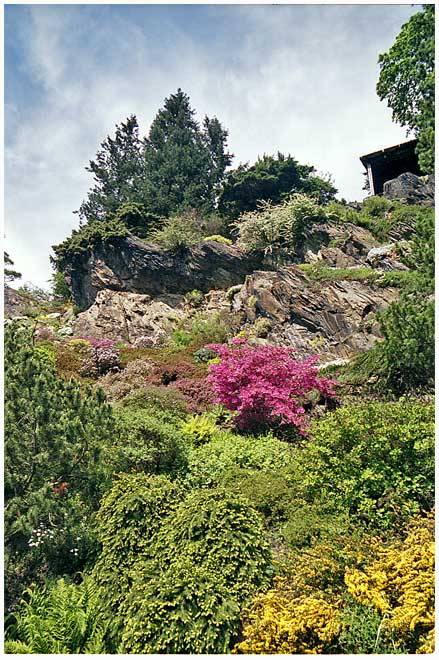
Zámecký park Průhonice – Alpinum

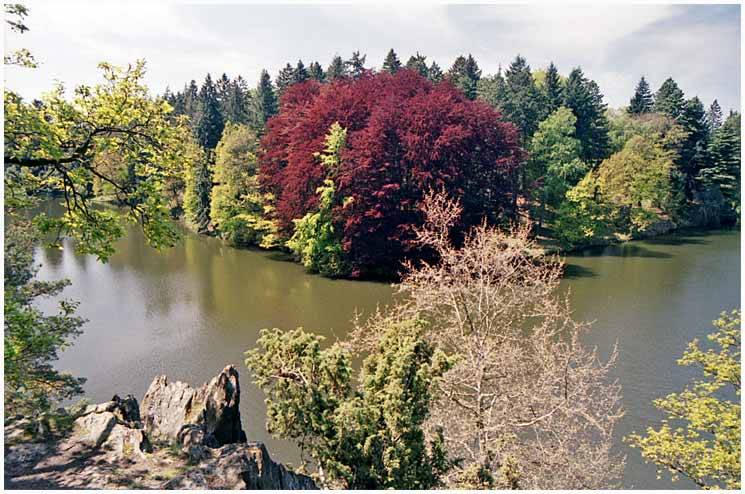
Zámecký park Průhonice u rybníka Bořín

Přírodně-krajinářský  park u zámku Průhonice je jeden z nejvýznamnějších parků v Česku. Od roku 2010 je národní kulturní památkou. Park a jeho sbírky rostlin byly ve stejném roce zapsány na Seznamu světového dědictví UNESCO. Průhonický park a zámek vlastní a spravuje Botanický ústav Akademie věd ČR, který je jedním z hlavních center botanického výzkumu v republice.

## Historie parku
Začátkem 18. století Průhonické panství zakoupil alsasko-lotrinský rod Desfours. Václav, reprezentant druhé generace, si v roce 1732 zvolil Průhonice za sídlo své mladé rodiny. Za jeho vlastnictví nastal rozkvět panství, součástí kterého byla i zahrada se skleníky a oranžérií, v níž se pěstovalo celkem 139 velkých i menších citroníků a pomerančovníků. Václav nechal založit též panský ovocný sad, ve kterém se pěstovalo 1000 vysokokmenů a 600 polokmenů a zákrsků jádrového ovoce. Ovocný sad byl obehnán kamennou zdí, která je částečně zachována až do současnosti.
Josef Vojtěch Desfours miloval rušný společenský život, pořádal na svém panství bankety, zábavy, hry, parforsní hony a pod. Pro tyto záliby využíval nejen zámek, ale i celé přírodní okolí, které v 1.části, zejména na vyvýšeném ostrohu nad Botičem, upravoval. Tyto zásahy do stávajících porostů dokládá Josefské mapování z let 1780-83. Na nejvyšším místě ostrohu nechal vystavět gloriet. Na gloriet byl pěkný pohled zejména z jižní strany, z údolí, takže na jižní straně glorietu byla vystavěná nika na výšku celého glorietu a analogicky lze předpokládat, že v ní byla umístěná socha Apollóna, nebo Venuše, což by odpovídalo dobové módě.
V roce 1800 zakoupil panství Jan Nepomuk Nostitz-Rieneck a zvolil si je za sídlo své rodiny. Zahradní a parkové úpravy té doby zcela korespondují s dobovým vývojem, kdy nástupní prostor byl ještě částečně geometrizován, kdežto území za zámkem, kolem Podzámeckého rybníka, již mělo dle zmapované cestní sítě charakter anglické parkové úpravy.
V roce 1830 nechal Jan Nepomuk na ostrohu nad Botičem vystavět nový gloriet, rovněž v klasicistní podobě. Čtverhranný objekt měl na rovné střeše vyhlídkovou terasu se zábradlím. Poměrně rozsáhlé úpravy areálu dovršil jeho syn Albert úpravou uvolněných, prosluněných ploch podél Botiče parkovou úpravu v tzv. anglickém slohu.
Jedním z nejvýznamnějších majitelů zámku a panství Průhonice byl hrabě Arnošt Emanuel Silva-Tarouca. S mimořádným estetickým citem zde vytvořil park, který představuje vrcholné dílo českého přírodně-krajinářského slohu. Nejstarší památkou průhonického parku je románský kostel Narození Panny Marie, vysvěcený již v roce 1187.
Hrabě Arnošt Emanuel Silva Tarouca zadal v roce 1889–1894 přestavbu Průhonického zámku architektovi Jiřímu Stibralovi, který ji provedl v tehdy novém stylu české novorenesance.
Současná historie zámeckého parku začala již v roce 1885, kdy se hrabě Arnošt Emanuel Silva-Tarouca sňatkem s Marii Nostitz-Rieneck vyženil průhonické panství. Přírodně krajinářskou přestavbu původního romantického parku, v té době značně zpustlého parku, zahájil hrabě na podzim roku 1886. Popudem byl konflikt s lesní správou panství při kácení starých dubů. 
Hraběte očarovalo členité a malebné údolí potoka Botiče. Postupně se mu podařilo přikoupit další pozemky a zvětšit původní rozlohu parku na stávajících téměř 250 ha. Rozšířením ploch rybníků, vybudováním jezů a přepadů vytvořil i zdařilé vodní dílo.
S neobyčejným citem byl prováděn výběr a výsadba rostlin, pečlivě byly vybírány průhledy na zámek, bylo zbudováno rozsáhlé alpinum. Park zároveň představuje významnou sbírku rostlin a kromě hodnoty estetické má i vysokou hodnotu vědeckou.
Úspěšné budování parku bylo přerušeno první světovou válkou 1914-18 a následnou agrární reformou, jež zhoršila majetkové poměry. Proto se hrabě rozhodl (po delším vyjednávání, jež vedl od r. 1924 prof. Jan Jelínek) prodat celé průhonické panství čs. státu a ministerstvo zemědělství zde zřídilo v roce 1927 „Státní pokusné objekty zemědělské“, s Výzkumnými stanicemi pro okrasné zahradnictví, pro ovocnářství a pro zelinářství. Ředitelem byl jmenován doc. dr. ing. Bohumil Kavka, který vytrval v této funkci až do roku 1971, kdy odešel do důchodu. Výzkumná stanice pro okrasné zahradnictví převzala také péči o Průhonický park.
Hrabě Silva Tarouca žil se svou manželkou nadále v průhonickém zámku a působil jako poradce ředitele doc. Kavky až do své smrti v r. 1936.
V roce 1936 byl ze 3 výzkumných stanic ustaven „Výzkumný ústav zahradnický v Průhonicích“, rozšířila se činnost šlechtitelská (mj. u věhlasných rododendronů-pěnišníků a azalek - doc. B. Kavka, prof. Jan Jelínek, později také prof. J. Scholz a další.). Bylo prováděno i hodnocení a výběr sortimentů; stoupal počet výzkumných pracovníků a stabilizovala se i péče o park. Při reformě zemědělského výzkumu byl roku 1946 zřízen „Výzkumný ústav okrasného zahradnictví v Průhonicích“; ovocnářský výzkum byl v roce 1951 přenesen do Holovous u Hořic v Podkrkonoší a zelinářský výzkum do Olomouce, kde vznikly samostatné ústavy. K dalšímu rozšíření výzkumu došlo při převzetí ústavu pod správu Čs. akademie zemědělských věd v roce 1956.
V roce 1962 po 35-leté péči byl Průhonický park převeden delimitací z působnosti Výzkumného ústavu okrasného zahradnictví do správy Československé akademie věd jako základ celostátní centrální botanické zahrady (podle vzoru Centrální botanické zahrady v Moskvě). Botanická zahrada ČSAV byla ustavena zprvu jako samostatné pracoviště, jež vedl prozatímně ing. Antonín Marian Svoboda, CSc., a od roku 1963 prof. Pravdomil Svoboda, Dr.Sc. jako ředitel. V této době zde pracovalo 73 pracovníků, z toho 5 výzkumných. 
Od r. 1968 byla botanická zahrada s parkem začleněna jako oddělení do Botanického ústavu ČSAV. 

## Sbírky Průhonického parku
V roce 1927 sestavil hrabě „Předávací seznam stromů a keřů v Průhonickém parku“ při převzetí do státní správy, jenž obsahoval celkem 2060 druhů listnatých a 310 druhů jehličnatých dřevin. Seznam uváděl řadu synonym a nejasných jmen, takže počty nejsou přesné.
Mnoho rostlin bylo zničeno či poškozeno krutou zimou 1928–29, s mrazy až –37 °C a hned nato letní vichřice v červenci 1929 vyvrátila na 900 stromů, i velmi mohutných.
Teprve v letech 1937-61 byla vedena podrobnější Matrika výsadeb v parku. Matriku vedl vrchní zahradník František Kraus, jenž v Průhonicích působil již od roku 1929. Jen ojediněle jsou však v ní vedeny odpisy neujatých a nezdařených výsadeb. O úbytcích zpravidla informují jen zprávy o mrazových škodách z periodických tuhých zim (1928/29, 1939/40, 1955/56, 1962/63).
Výsadbový materiál byl odebírán hlavně ze Spolkové zahrady Dendrologické společnosti, kterou vedl již od roku 1909 zkušený zahradník František Zeman. V Průhonicích úzce spolupracoval s generálním tajemníkem Dendrologické společnosti Camillo Schneiderem, který získával cizokrajné rostliny ze zahraničních expedic (např. na Kavkaz, do Číny, do Ameriky). Zčásti byl materiál pěstován i ve vlastních školkách, které pro potřeby parku založil v r. 1930 lesník Kreibich.
V letech 1946-55 vysazovalo ročně 20–30 tisíc mladých stromků.
Seznam stromů, keřů a peren v Průhonickém parku v průvodci B. Kavky (1959) obsahuje 134 druhy jehličnanů, 464 druhy listnatých dřevin a 371 druhů trvalek a skalniček; je to jen asi čtvrtina počtu taxonů uvedených v předávacím protokolu z roku 1927; seznam byl jistě neúplný a výběrový, ale přece ukazuje na značný pokles v sortimentu dřevin.
Nejvýznamnějším obdobím rozvoje sbírek parku byla léta 1963–1968, kdy byl park součástí Botanické zahrady ČSAV. Proběhla  revize a inventarizace sbírek, která postupně vycházela ve Zprávách botanické zahrady ČSAV.
V roce 1992 navrhuje Milena Roudná na Ministerstvu kultury i přímo v sídle UNESCO v Paříži zapsání Průhonického parku na seznam světového dědictví UNESCO. Potvrzení o zápisu na Seznam světového dědictví, jako součást sériové památky Historického jádra Prahy (od r. 1992), bylo doručeno v roce 2010.
V roce 2002 dochází k organizační změně v rámci Botanického ústavu AV ČR, je spojena Průhonická botanická zahrada se správou Průhonického parku. Odchází část odborných pracovníků a je zrušena školkařská činnost, která zajišťovala rostliny pro výsadbu do parku.
V současnosti je v parku evidováno celkem 1606 druhů a odrůd, v počtu taxonů převažují dřeviny listnaté (1264) nad jehličnatými (342). Kromě dřevin zde můžeme najít ještě 227 taxonů trvalek.

## Významné osobnosti spojené s Průhonickým parkem
Na správě Průhonického parku a jeho sbírek se podílela řada významných vědeckých osobností a osobností kulturního života, například:
- Milan Blažek, botanik a zahradník, šlechtitel kosatců
- Jiří Burda, dendrolog, zahradník
- Jaroslav Dobrý, zakladatel české dendrochronologie
- Martin Hajman, zahradník, skalničkář, popularizátor zahradnictví
- Jaroslav Hofman, dendrolog a pedagog
- Ivan Klášterský, rhodolog
- Miroslav Kučera, dendrolog, lesník
- Věroslav Samek, dendrolog zabývající se mimo jiné tropickým lesnictvím
- Pravdomil Svoboda, dendrolog a pedagog
- Václav Větvička, dendrolog, botanik a populárizátor vědy

## Přístupnost a rozdělení parku
Ještě v 80. letech byl park volně přístupný a po délce procházela oběma částmi parku červeně značená turistická trasa 0013, cca v 90. letech 20. století však byla přeložena, takže park obchází po severozápadní straně. Zpoplatnění a omezenému přístupu podlehla nejprve severní část parku, později i jižní.
Do roku 2019 park rozdělovala silnice III/0032 na dvě části. První část bližší vsi, v níž se nachází zámek a Podzámecký rybník, se někdy označuje jako zámecký park, druhá část za silnicí s rybníky Labeška a Bořín se někdy označuje jako obora. Vedení parku spolu s vedením obce Průhonice léta usilovalo o zrušení této silnice a sloučení parku, aby prostorově, kompozičně a provozně sjednotili obě části parku a zajistili bezpečný pohyb návštěvníků. Proti tomuto kroku se stavěly okolní obce jako Jesenice, Dobřejovice, Modletice, pro které uzavření znamená zvýšení dopravní zátěže. Obec Průhonice v územním plánu stanovila dosavadní silnici III/3022 jako účelovou komunikaci sloužící pouze pro účely parku a požádala kraj o vyřazení silnice ze silniční sítě a převzetí do majetku obce Průhonice. Zastupitelstvo Průhonic uzavřelo smlouvu s Botanickým ústavem AVČR o uzavření silnice III/0032 v úseku Průhonice–Dobřejovice. Vedení Dobřejovic v roce 2015 s uzavřením vyjádřilo souhlas. Novému vedení Dobřejovic se rozhodnutí nepodařilo zvrátit. Jesenice původně vydala souhlasné stanovisko, nové vedení v čele se starostkou Radkou Vladykovou (ANO) však s uzavřením nesouhlasilo. Odpůrci zorganizovali petici občanů obce Dobřejovice, Modletice a Herinku, nasbírali však pouze 70 hlasů. Silnice byla 13. května 2019 uzavřena a zrušena a její pozemek začleněn do plochy parku. Odkloněna musela být rovněž cyklotrasa Pražské kolo.

## Popis parku
Osou parku je říčka Botič se třemi většími rybníky, skalnatými partiemi, alpinem a loukami v nivě potoka. Na svazích jsou místy přirozené lesy, místy kultury mnoha druhů i vypěstovaných kultivarů dřevin. Úpravou jeho toků a přítoků vznikly příznivé klimatické podmínky pro růst původní i nové flory a společenstev dřevin. Vznikl tak postupně jeden z největších přírodně krajinářských parků v Evropě, bezprostředně u zámku byl upraven anglický park. Park je v současnosti i významným refugiem planých druhů rostlin, hub i živočichů, díky své velké diverzitě rostlin a stromů je např. významným hnízdištěm ptactva.
Nejatraktivnější rostlinou v zámeckém parku jsou pěnišníky (rhododendrony) a azalky. V celém parku se nalézá více než 250 jejich druhů a kultivarů, z toho 40 kultivarů vyšlechtěných v místě.
Potok Botič prochází oběma částmi parku. V zámecké části parku se do něj zprava vlévá Dobřejovický potok, v Oboře se do něj zleva nad rybníkem Labeška vlévá Jesenický potok.
V areálu Průhonického parku se nachází také Průhonická botanická zahrada a genofondové sbírky na Chotobuzi. 

## Ve filmu
Zámecký park se objevil v mnoha filmech a seriálech, např.:
- Ať přiletí čáp, královno (1988)
- Ať žijí duchové! (1977)
- Bílá vrána (1938)
- Cirkus Humberto (1988)
- Dobrodružství kriminalistiky (1989)
- F. L. Věk (1970)
- Jindra, hraběnka Ostrovínová (1933)
- Když Burian prášil (1940)
- Koloběžka první (1984)
- Láďo, Ty jsi princezna (1979)
- Letní pohádka (1984)
- Neviděli jste Bobíka? (1944)
- Nevinné lži (2013)
- O myrtové panně (1992)
- Ordinace v růžové zahradě (2005)
- Plaváček (1986)
- Popelka (1969)
- Pozor, straší! (1938)
- Princ Chocholouš (1974)
- Princ Bajaja (1971)
- Profesor T. (2018)
- Případ pro malíře (2016)
- Případy prvního oddělení (2014)
- Rumplcimprcampr (1997)
- S čerty nejsou žerty (1985)
- Setkání v červenci (1978)
- Slaměný klobouk (1971)
- Specialisté (2013)
- Třetí princ (1983)
- Tři veteráni (1984)